# 安伯·安宁
安伯·安宁（英語：Amber Anning，2000年11月18日—），英国女子田径运动员，2023年世界田径锦标赛女子4×400米接力铜牌得主、2024年夏季奥林匹克运动会混合4×400米接力铜牌得主。